# René-François Dumas
Pour les articles homonymes, voir Dumas.
René-François Dumas, surnommé « Dumas le rouge » à cause de la couleur de ses cheveux, né le 14 décembre 1753 à Jussey, dans le bailliage d'Amont (actuellement en Haute-Saône), et mort guillotiné le 28 juillet 1794 à Paris, est un révolutionnaire français.

## Origine
D'origine lorraine, Dumas est le fils de Jean Dumas, écuyer, chevalier de Saint-Louis, officier de la maréchaussée, et de son épouse Jeanne-Marie Eustache, fille de Saturnin Eustache et de Benoîte Élisabeth Drevet, avec laquelle il s'est marié à Trévoux. Son père est nommé à Lons-le-Saunier, où il s'établit avec sa famille. D'après G. Lenotre, Dumas entre au séminaire, puis chez les Bénédictins, mais rompt ses vœux avant d'avoir reçu les ordres. Charles Nodier affirme, de son côté, qu'il était plus connu de ses compatriotes sous le nom de l'« abbé Dumas ».

## Débuts de la Révolution
Avocat à Lons-le-Saunier au moment de la Révolution, Dumas fonde en juin 1790 une société populaire baptisée le « comité de l'arrosoir » et devenue la « Société des Amis de la Constitution » à la suite de son affiliation au club des Jacobins, où il joue un rôle prépondérant, occupant même la présidence,. Le 20 mars 1791, à la suite de la démission de Marie-Denis Vaucher, il est élu par 193 voix sur 305 votants maire de Lons. Toutefois, à la fin d'août, le département envoie des députés modérés à la Législative. De même, lors des élections municipales du 13 novembre 1791, c'est un modéré, Pourtier, qui l'emporte. En 1792, il est désigné comme électeur. En 1793, son père est capitaine de gendarmerie à Lons. Après les journées du 31 mai et du 2 juin 1793, la société populaire envoie Dumas à Paris, avec son ami Pierre-Louis Ragmey, pour dénoncer les administrateurs du département de Jura, engagés dans le mouvement fédéraliste : ils interviennent le 13 juin au soir,,,,.
En réponse, la Convention désigne les représentants Jean Bassal et Garnier de l'Aube, avec la mission de se rendre dans le Jura, en compagnie des deux hommes. Toutefois, ils s'arrêtent à Dole. En effet, ils ne peuvent rentrer dans Lons, une rébellion ouverte ayant éclaté. Celle-ci prend, les 25 et 26 juin, la forme d'émeutes, au cours desquelles les Jacobins sont pourchassés, quelques-uns tués. Les deux hommes retournent donc à Paris avec les représentants Jean Bassal et Garnier de l'Aube, qui les présentent au Comité de salut public. En août 1793, Dumas est nommé vice-président du tribunal révolutionnaire, tandis que Ragmey obtient une place de juré,.

## Président du Tribunal révolutionnaire
Le 8 avril 1794, trois jours après l’exécution de Danton et de Desmoulins, il devient président du tribunal, en remplacement de Martial Herman, nommé ministre.
En cette qualité, avec Fouquier-Tinville pour accusateur, il dirige plusieurs grands procès politiques dont les accusés sont condamnés à mort : le procès de la première conspiration des prisons le 13 avril, au cours duquel sont jugés notamment le général Dillon, Gobel, archevêque constitutionnel de Paris, les veuves Hébert et Desmoulins, Chaumette, procureur syndic de la Commune de Paris, et le conventionnel Philibert Simond, celui d'Élisabeth « Capet », sœur de Louis XVI, le 10 mai, au cours duquel sont également jugés la « ci-devant » comtesse de Sérilly – qui échappe à la mort – et la famille de celle-ci, ou encore celui des Carmélites de Compiègne le 17 juillet. Son attitude lors de ceux-ci lui vaut une réputation de cynisme et de cruauté,. À propos du procès des hébertistes, politiquement sensible pour les comités de gouvernement, il lui a été ainsi reproché, après Thermidor, d'avoir fait taire des témoins et dénaturé des déclarations faites devant le juge d'instruction, afin d'éviter, selon Arnaud de Lestapis, la révélation des accusations de Chabot sur les collusions supposées d'Hébert avec le baron de Batz, et de protéger Pache.
Fidèle à Robespierre dans la crise qui oppose les membres des comités durant l'été 1794, il est décrété d'arrestation le 9 thermidor (27 juillet 1794) et arrêté au tribunal, alors qu'il préside l'audience du matin. Délivré dans la journée, il se joint à la Commune insurrectionnelle de Paris pour obtenir la libération de Maximilien de Robespierre, de Saint-Just, de Couthon, de Le Bas et d'Augustin Robespierre,. 
Arrêté à la Maison commune, avec plusieurs de ses compagnons, le 10 thermidor, vers deux heures du matin, il comparaît en début d'après-midi devant le tribunal révolutionnaire, pour vérification d'identité, avant d'être guillotiné, en fin de journée place de la Révolution, avec 21 autres robespierristes.

## Famille
Son frère cadet, Jean-François (né à Jussey en 1757), également avocat à Lons, est désigné le 25 avril 1790 comme électeur par l'assemblée primaire du canton de Lons, puis élu le 11 novembre 1792 au conseil général du département qui le nomme au directoire, dont il devient vice-président. Il fait partie des administrateurs du département du Jura mis en cause par Dumas et Ragmey en 1793. Déclaré rebelle par décret pour s'être opposé à l'exécution des mesures proposées par les représentants en mission, avec ses collègues, il prend la fuite. Rentré plus tard en France, il s'installe à Trévoux, où il meurt d'apoplexie en 1795,,,.

## Aspect extérieur
Charles Nodier, qui l'a aperçu, alors qu'il intervenait à la barre de la société populaire de Besançon, l'a décrit en ces mots : 

« Il avait un pantalon de bazin blanc, un gilet de la même étoffe, qui était alors à la mode, et une cravate également blanche, nouée en cordon aux bouts flottants, qui soutenait à peine le collet blanc de sa chemise. Tout cet ajustement était d'une propreté recherchée, délicate, minutieuse [...]. Son frac long, flottant, d'une étoffe de drap fine et légère, était d'une couleur de sang qui blessait l'œil [...]. Quelque chose de plus blanc que le linge coquet de Dumas, c'était sa tête allongée, osseuse, empreinte, comme celle d'un anachorète, de la pâleur des macérations et des veilles, et dont les saillies fortement prononcées supportaient je ne sais quelles chairs livides qui lui donnaient l'aspect d'une goule affamée. Sa bouche était large, ses yeux petits et enfoncés, mais perçants et peut-être noirs ; ses cils, ses sourcils, ses cheveux rouges. »